# Адаменко Галина Павлівна
Гали́на Па́влівна Ада́менко — українська військовослужбовиця, старша сержантка Збройних сил України, учасниця російсько-української війни.

## Життєпис
Медична сестра відділення клініки урології та нефрології військово-медичного клінічного центру Південного регіону. 
Одружена з підполковником медичної служби Сергієм Адаменком.
На передовій надавала загальну медичну допомогу бійцям 79-ї бригади. Біля села Олексіївка 17 червня 2014 року бригада потрапила під щільний мінометний обстріл, протягом 40 хвилин по колоні бригади випустили близько 400 мін. Попри втрати, медики й далі надавали допомогу.
Станом на березень 2017 року — операційна медична сестра урологічного відділення, Військово-медичний клінічний центр Південного регіону.

## Нагороди
За особисту мужність і героїзм, виявлені у захисті державного суверенітету та територіальної цілісності України, вірність військовій присязі під час російсько-української війни нагороджена орденом «За мужність» III ступеня (22.01.2015).